# Haplomitriopsida
A haplomitriopsida egy újonnan leírt növény osztály a májmohák törzséből, melybe három nemzetség tizenöt faja tartozik. A sejtmagi, mitokondriális és plasztidikus génszekvenciákat vizsgálva és azok kladisztikus elemzése alapján elmondható, hogy ez egy monofiletikus csoport, mely testvércsoportja a többi májmoha osztálynak. A csoport tehát egyedülálló a májmohák között. 

## Jellemzőik
A Treubia nemzetség tagjai a talajról felemelkedő telepeket hoznak létre, ezek a telepek a leveles májmohákhoz hasonló. A kétkaréjú (bifid) "levelek" a középső szár mindkét oldalán elhelyezkednek, a hajtás tengelyétől elállnak vagy arra rásimulnak, így a növények fodros megjelenésűek is lehetnek. Ezzel szemben Haplomitrium nemzetség tagjai, hajtása egy föld alatti rizómához hasonló, melyből felálló leveles szárak nőnek ki. A vékony, lekerekített levelek a függőleges szárakon helyezkednek el. Az ausztráliai Haplomitrium ovalifolium faj kétkaréjú levelecskékkel rendelkezik, amelyek aszimmetrikusak, hasonlít a Treubiai levelekhez.
A Haplomitrium fajok számos egyedi karakterrel rendelkeznek, amelyek megkülönböztetik őket a többi májmohától, például nincsenek rhizoidjaik (gyökerecskéik). A vegetatív hajtás központi része vízszállító sejteket tartalmaznak, melyek az ún. plazmodesmatákkal (nagy perforációk, pórusok) vannak összekötve. Ez a központi sejtköteget, szállítónyalábot henger alakban sejtek veszik körbe, melyeken keresztül jut vízhez és tápanyaghoz a többi sejt. Ez a sejt specializáció és elrendeződés a vaszkuláris/edényes növényekben található xilémre és floemre hasonlít. Bár néhány más telepes májmoha faj (pl.  Pallaviciniaceae családból) is rendelkezik központi szállítónyalábbal, de a Haplomitrium-okkal ellentétben ott nincs meg a tápanyagot átadó sejtréteg és a kallóz nevű cukor vegyületet sem termelik a növények. 
A Treubia nemzetség fajaiban is megtalálhatóak ezek a szállítónyalábok, például öt különböző sejttípus azonosítható a szár középső részében. Eltérően a leveles májmoháktól az olajtestek csak bizonyos sejtekben találhatóak meg, hasonlóan a Marchantiopsida osztály fajaihoz. Ezek az olajtest csoportok sötét foltokként jelennek meg a levelekben, amikor a növényt fény felé tartják. A Haplomitria fajoknál az olajtestek minden sejtben megtalálhatóak. 

## Élőhely és elterjedés
Az osztály élő képviselői lényegében Gondwana-eloszlást mutatnak, amelynek biodiverzitási központja Ausztráliában található. Ez a  fajta eloszlás azt jelenti, hogy az osztály tagjai a krétakor kezdete előtt fejlődhettek ki, amikor Gondwana elkezdett széttöredezni. Schuster elmélete szerint az északi féltekén úgy terjedtek el a Haplomitriopsida fajok, hogy az indiai szubkontinensen keresztül Ázsiába, majd onnan a Bering-szoroson keresztül jutottak Észak-Amerikába.
A Haplomitriopsida fajok többsége az Egyenlítőtől délre található meg, bár vannak északi fajok az északi féltekén is. A Treubia nemzetség tagjai a déli féltekére korlátozódnak, míg az Apotreubia egyik faja Új-Guineában, a másik pedig Kelet- Ázsia és a Brit Columbiában található meg. A Haplomitrium nemzetség szélesebb körű elterjedést mutat:Észak- és Dél-Amerikában, Észak- és Közép-Európában, a Himalája, Japán és az Ausztrália régióban is megtalálhatóak az ebbe a nemzetségbe tartozó májmohák. 

## Rendszertan
Haplomitriopsida osztály két rendbe sorolható, és mindegyik rendbe egy-egy család tartozik. Összesen tizenöt faj tartozik a három nemzetségbe. A negyedik nemzetség, a Gessella, csak permi kövületekből ismert. 
- Rend: Haplomitriales Buch ex Schljakov 1972 [Calobryales Campbell ex Hamlin 1972]
  - Család Haplomitriaceae Dědeček 1884
    - †Gessella Poulsen 1974
    - Haplomitrium Nees 1833 nom. cons. (8 faj)
- Rend Treubiales Schljakov 1972
  - Család Treubiaceae Verdoorn 1932
    - Apotreubia Hattori & Mizutani 1966 (2 faj)
    - Treubia Goebel 1890 nom. cons. non Pierre 1890 (6 faj)

Ismert egy fosszilis faj a Treubiites kidstonii, mely korábban a Treubia nemzetségbe soroltak. De a leletanyag újbóli megvizsgálásakor úgy találták a kutatók, hogy inkább a Blasia nemzetség fajaihoz hasonlít. Ennek megfelelően a Treubiites nemzetséget a Blasiales rendbe sorolták és nem a Haplomitriopsida osztályba. 

## Fordítás
Ez a szócikk részben vagy egészben  a   Haplomitriopsida című angol Wikipédia-szócikk ezen változatának fordításán alapul.  Az eredeti cikk szerkesztőit annak laptörténete sorolja fel. Ez a jelzés csupán a megfogalmazás eredetét és a szerzői jogokat jelzi, nem szolgál a cikkben szereplő információk forrásmegjelöléseként.